# Tramar
Tramar (Rasterisation en anglès) és convertir una imatge en un conjunt de línies horitzontals explorades (TV) o en una graella de píxels (PC). S'utilitza sovint referent a la conversió d'una imatge de format vectorial
a format de mapa de bits.
És la tasca de prendre una imatge descrita en un format gràfics vectorials (formes) i convertir-la en una imatge raster (una sèrie de píxel s, punts o línies, que, quan es mostren junts, creen la imatge representada a través de formes). La imatge rasteritzada pot ser que es mostri en una pantalla d'ordinador, visualització de vídeo o impressora, o s'emmagatzemen en un format de fitxer bitmap. La rasterització pot referir-se a la conversió de models en fitxers ràster o la conversió de primitives de representació 2D com a polígons o segment de línia en format rasteritzat.

## Rasterització d'imatges en 3D
En comparació amb altres tècniques de representació, com ara el traçat de rajos (gràfics), la rasterització és extremadament ràpida. No obstant això, la rasterització és simplement el procés de computació del mapatge de la geometria de l'escena a píxels i no prescriu una manera concreta de calcular el color d'aquests píxels. Shading, incloent programable shading, es pot basar en un transport de llum físic o artístic.
El procés de rasterització de models 3D en un pla 2D per a la visualització en una pantalla d'ordinador ("espai de pantalla") es duu a terme sovint mitjançant un maquinari de funció fixa al pipeline graphics. Això es deu al fet que no hi ha cap motivació per modificar les tècniques de rasterització utilitzades en el temps de representació ({clarificació necessària | data = agost de 2016}) i un sistema amb propòsit especial permet una alta eficiència.